# Novokarbivka, Bârzula
Novokarbivka (în ucraineană Новокарбівка) este un sat în comuna Liubașivka din raionul Bârzula, regiunea Odesa, Ucraina.

## Demografie
Componența lingvistică a localității Novokarbivka
     Ucraineană (81,36%)
     Română (13,12%)
     Rusă (3,41%)
     Alte limbi (0,79%)
Conform recensământului din 2001, majoritatea populației localității Novokarbivka era vorbitoare de ucraineană (81,36%), existând în minoritate și vorbitori de română (13,12%) și rusă (3,41%).